# Estación de Salamanca (Guanajuato)
Salamanca fue una estación de trenes que se encuentra en Salamanca, Guanajuato. La estación fue construida en 1880.

## Historia
La estación se edificó sobre la línea México a Paso del Norte (hoy Ciudad Juárez), la cual fue construida por medio de la concesión número 17 que el gobierno de la República, por medio de la Secretaría de Comunicaciones y Obras Públicas y a través de la Ley del 8 de septiembre de 1880, otorgó a la antigua Compañía del Ferrocarril Central Mexicano.